# Мнишек-Вишневецкая, Урсула
Урсула Мнишек (пол. Urszula Mniszchówna, в замужестве — Вишневецкая; конец 1580-х — 1621/1622) — польская шляхтянка.

## Биография
Представительница шляхетского рода Мнишеков. Дочь воеводы сандомирского, старосты львовского Юрия (Ежи) Мнишека и Ядвиги Тарло, старшая сестра московской царицы Марины Мнишек, жены самозванца Лжедмитрия II.
19 января 1603 года в Самборе вышла замуж за князя Константина
Константиновича Вишневецкого. Она стала его второй женой. В Выкуп посаг отец невесты подарил ей город Заложцы в Русском воеводстве (ныне Тернопольская область, Украина), которое стало одной из резиденций княжеского рода Вишневецких.
В браке родились:
- Ежи Вишневецкий (после 1603 — 1641), староста каменецкий,
- Александр Вишневецкий (после 1603—1639), староста черкасский и ротмистр королевский,
- Теофилия Вишневецкая (1620—1645), жена каштеляна войницкого Петра Шишковского.